# Jodhpur (Gujarat)
Jodhpur is een stad in de Indiase deelstaat Gujarat. De stad is gelegen in het district Ahmedabad en had bij de volkstelling van 2001 44.381 inwoners.